# Abdallah Sima

Abdallah Sima, né le 17 juin 2001 à Dakar au Sénégal, est un footballeur international sénégalais qui évolue au poste d'ailier droit à Brighton & Hove Albion.

## Biographie

### En club
Originaire de Dakar au Sénégal, Abdallah Sima évolue dans une petite académie locale avant de rejoindre la France et le club de Thonon Évian. Mais le jeune joueur ne fait pas partie de l'équipe première et évolue en équipe réserve, en Départemental 2 du district Haute-Savoie Pays de Gex (onzième division). Il rejoint ensuite la Tchéquie et le MAS Táborsko en mars 2020.
Le 23 juillet 2020, est annoncé l'arrivée d'Abdallah Sima au Slavia Prague, où il vient dans un premier temps renforcer l'équipe réserve. Il joue son premier match en équipe première le 26 septembre 2020, en entrant en jeu lors d'une rencontre de championnat face au FC Slovácko (victoire 3-0 du Slavia). Il découvre la Ligue Europa en jouant son premier match le 22 octobre 2020 face à l'Hapoël Beer-Sheva (défaite 3-1 des Tchèques). C'est dans cette compétition qu'il inscrit son premier but en professionnel, face à l'OGC Nice le 5 novembre 2020, contribuant à la victoire de son équipe par trois buts à deux. Il est également buteur lors du match retour le 26 novembre suivant face aux niçois (victoire 1-3 du Slavia Prague). Quelques jours plus tard, le 6 décembre, Sima réalise son premier doublé, lors d'un match de championnat important puisqu'il s'agit du derby face au Sparta Prague, également rival pour le titre national. Ces deux buts contribuent à la victoire des siens (0-3). Ces deux réalisations font partie d'une série de sept buts sur sept matchs consécutifs toutes compétitions confondues. Il continue de marquer dans le championnat tchèque, devenant un temps meilleur buteur en février (à égalité avec Lukáš Juliš). Sima contribue aux résultats de son équipe obtenues en Ligue Europa, permettant d'éliminer notamment Leicester City  en inscrivant un but sur une frappe lointaine le 25 février 2021 lors de la victoire du Slavia au King Power Stadium (0-2), créant ainsi la surprise dans une confrontation où les Tchèques n'étaient pas favoris. À l'issue de cette saison 2020-2021 le Slavia est sacré champion de République tchèque, il glane donc le premier titre de sa carrière. Il est par ailleurs élu meilleur espoir de la saison.
Il remporte la Coupe de Tchéquie de football en 2021 victoire 1 a 0 dont il est l’unique buteur.
Le 31 août 2021, il rejoint Brighton et est prêté dans la foulée à Stoke City,. Le joueur ne s'impose toutefois pas à Stoke City, étant à plusieurs reprises victimes de diverses blessures qui le tient éloigné des terrains pendant plusieurs mois.
Le 13 juillet 2022, Abdallah Sima rejoint le Angers SCO sous la forme d'un prêt d'une saison.
Le 21 août 2024, le stade brestois a annoncé  la signature d’ Abdallah Sima sous forme de prêt pour une saison par le club anglais de Brighton. Sima marque son premier but avec Brest, lors d’un match de champions league, le 19 septembre 2024 contre l’équipe autrichienne Strum Graz.

### En équipe nationale
En mars 2021, il est appelé pour la première fois avec l'équipe nationale du Sénégal. Il honore sa première sélection le 26 mars 2021 en entrant en jeu face au Congo, lors d'une rencontre comptant pour les éliminatoires de la CAN 2021 (0-0),. Le 29 décembre 2023, il est retenu dans la liste des vingt-sept joueurs sénégalais sélectionnés par Aliou Cissé pour disputer la Coupe d'Afrique des nations 2023.

## Statistiques
| Saison                | Club                     | Championnat           | Championnat | Championnat | Championnat | Coupe nationale | Coupe nationale | Coupe nationale | Coupe de la Ligue | Coupe de la Ligue | Coupe de la Ligue | Compétition(s) continentale(s) | Compétition(s) continentale(s) | Compétition(s) continentale(s) | Compétition(s) continentale(s) | Total | Total | Total |
| Saison                | Club                     | Division              | M.          | B.          | P.d.        | M.              | B.              | P.d.            | M.                | B.                | P.d.              | Comp.                          | M.                             | B.                             | P.d.                           | M.    | B.    | P.d.  |
| 2020-2021             | SK Slavia Prague         | Fortuna Liga          | 21          | 11          | 5           | 1               | 1               | 0               | -                 | -                 | -                 | C3                             | 11                             | 4                              | 1                              | 33    | 16    | 6     |
| 2021-2022             | SK Slavia Prague         | Fortuna Liga          | 3           | 0           | 0           | -               | -               | -               | -                 | -                 | -                 | C1+C3                          | 1+2                            | 0                              | 1+0                            | 6     | 0     | 1     |
| Sous-total            | Sous-total               | Sous-total            | 24          | 11          | 5           | 1               | 1               | 0               | -                 | -                 | -                 | -                              | 14                             | 4                              | 2                              | 39    | 16    | 7     |
| 2021-2022             | Stoke City (prêt)        | Championship          | 2           | 0           | 0           | -               | -               | -               | 2                 | 0                 | 0                 | -                              | -                              | -                              | -                              | 4     | 0     | 0     |
| 2022-2023             | Angers SCO (prêt)        | Ligue 1               | 34          | 5           | 2           | 3               | 1               | 0               | -                 | -                 | -                 | -                              | -                              | -                              | -                              | 37    | 6     | 2     |
| 2023-2024             | Rangers FC (prêt)        | Premiership           | 25          | 11          | 2           | 2               | 0               | 0               | 4                 | 1                 | 0                 | C1+C3                          | 3+6                            | 1+3                            | 0                              | 40    | 16    | 2     |
| 2024-2025             | Stade brestois 29 (prêt) | Ligue 1               | 27          | 6           | 2           | 4               | 2               | 0               | -                 | -                 | -                 | C1                             | 9                              | 3                              | 0                              | 40    | 11    | 2     |
| Sous-total            | Sous-total               | Sous-total            | 88          | 22          | 6           | 9               | 2               | 0               | 6                 | 1                 | 0                 | -                              | 18                             | 7                              | 0                              | 121   | 32    | 6     |
| Total sur la carrière | Total sur la carrière    | Total sur la carrière | 112         | 33          | 11          | 10              | 3               | 0               | 6                 | 1                 | 0                 | -                              | 32                             | 11                             | 2                              | 160   | 48    | 13    |

## Palmarès
| SK Slavia Prague (2)                                                                          | Rangers (1) |
| --------------------------------------------------------------------------------------------- | --- |
| - Championnat de Tchéquie (1) - Champion : 2021. - Coupe de Tchéquie (1) : - Vainqueur : 2021 | - Coupe de la Ligue (1) - Vainqueur : 2024 - Coupe d'Écosse - Finaliste : 2024 - Championnat d'Écosse - Vice-champion : 2024 |

## Distinction personnelles
- Élu meilleur espoir de la saison 2020-2021 du Championnat de Tchéquie.